# Colegio Electoral Federal
El Colegio Electoral Federal (CEF) fue un órgano legislativo dependiente del Congreso de la Unión encargado de la calificación de la elección de Presidente de la República, de la integración de la Cámara de Diputados y del Senado de México; así como también de la declaración de nulidad de la elección, hasta el 3 de noviembre de 1986.

## Funciones
El Colegio Electoral Federal estaba integrado por el pleno del Congreso de la Unión, pero cada seis años se formaba una Comisión que era la encargada de calificar la elección presidencial, quedando de la siguiente forma:
Se integraba por 31 miembros de la Cámara de Diputados, que realizaban las funciones de:
- Estudiar y revisar los expedientes de la elección presidencial a través de la formación de una Comisión.
- Calificar el dictamen hecho por la Comisión para elegir al Presidente (pleno de la Cámara)

El pleno del Congreso de la Unión tenía la función de:
- Conocer sobre la nulidad de la elección, y
- Autocalificar las elecciones de cada Cámara.[1]